# KkStB 147 sorozat
A kkStB 147 egy tehervonati szerkocsisgőzmozdony-sorozat volt a cs. kir. osztrák Államvasutaknál (k.k. österreichischen Staatsbahnen, kkStB), amely mozdonyok eredetileg a Turnau-Kralup-Prager Eisenbahn (TKPE) és a Böhmische Nordbahn (BNB)-tól származtak.
A mozdonyokat 1865 és 1868 között az említett magánvasutak számára szállította a Sigl bécsi mozdonygyára. Az utolsónak szállított öt mozdony kazánja eltért a korábbiakétól (lásd a táblázatban).
A mozdonyokat a TKPE az 5-15 pályaszámokkal, a BNB pedig a sajátjait a III sorozat 27-37 pályaszámaival látta el. Az egyesülés után a BNB átszámozta a TKPE eredetű gépeket saját rendszerébe szintén a III. sorozatba a következőképpen: az TKPE 5-10 mozdonyok a 21-26 pályaszámokat kapták, a TKPE 11-15 –ösök pedig a 39-43-at. A vasúttársaság 1908-as államosítása után a kkStB  a még üzemelő mozdonyokat a 147 sorozata 01-13 pályaszámait osztotta ki nekik.
Az első világháború után még kilenc mozdony került a Csehszlovák Államvasutak birtokába, és közülük csak hetet számoztak be a ČSD 322.1 sorozatba. Három mozdony a Lengyel Államvasutaké lett, ahol pályaszámot már nem kaptak, selejtezték őket. A ČSD a mozdonyait 1939-ig selejtezte.

## Fordítás
Ez a szócikk részben vagy egészben  a   kkStB 147 című német Wikipédia-szócikk fordításán alapul.  Az eredeti cikk szerkesztőit annak laptörténete sorolja fel. Ez a jelzés csupán a megfogalmazás eredetét és a szerzői jogokat jelzi, nem szolgál a cikkben szereplő információk forrásmegjelöléseként.